# Антиох III Великий
Антио́х III Вели́кий (др.-греч. Ἀντίοχος Γ' ὁ Μέγας; 241—187 до н. э.) — один из выдающихся правителей Государства Селевкидов. В возрасте 18 лет стал царём. В 212—205 до н. э. подчинил парфян и Бактрию, в 203 до н. э. отвоевал у Египта Палестину. Потерпев поражение от Рима в Сирийской войне 192—188 до н. э., утратил малоазийские территории.

## Ранние годы
Антиох родился в 241 до н. э. в семье царя Государства Селевкидов Селевка II Каллиника и его жены Лаодики II. После смерти отца в 226 до н. э. царём стал старший брат Антиоха Селевк III Керавн. Во время его правления Антиох удалился в «верхнюю» Азию (территория к востоку от Евфрата). После того как Селевк III Керавн во время перехода с армией Таврских гор был предательски убит одним из его офицеров, Антиох в 223 до н. э. стал царём. Наместником всех провинций Малой Азии до Таврских гор он назначил Ахея, сатрапами Мидии и Персии — братьев Молона и Александра соответственно. Через год после вступления на престол Антиох взял в жёны дочь понтийского царя Митридата II Лаодику III.

## Восстания сатрапов и война с Египтом
В 222 до н. э. братья Молон и Александр подняли мятеж в своих сатрапиях: Мидии и Персии, которые входили в Верхние сатрапии. Собрав большое войско, Молон двинулся на Селевкию и встал на левом берегу Тигра в Ктесифоне. Против него была отправлена царская армия под командованием Ксенойта. Но Молон разгромил её, переправился через Тигр и вступил в Селевкию. После этого он легко овладел Вавилоном и Сузами. Таким образом, большая часть Месопотамии перешла под его власть.
В 221 до н. э. армия под командованием Антиоха III выступила против мятежников. Зиму войско провело в Антиохии Мигдонской, а весной 220 до н. э. по совету опытного полководца Зевксиса переправилось через Тигр, чтобы отрезать Молону обратный путь в Мидию. Молон ещё прежде перешёл на левый берег Тигра и вторгся в горную Аполлониатиду. Здесь его настигла армия царя. Когда началась битва, часть мятежников перешла на сторону Антиоха. Остальные были окружены царским войском и сдались. Молон покончил с собой. Узнав об этом, его брат Александр сделал то же самое.
Чтобы развить успех, Антиох выступил против поддержавшей Молона Атропатены, где в то время правил царь Артабазан. Однако Артабазан, испугавшись нашествия, признал зависимость от Селевкидов. В то же время наместник Малой Азии Ахей, провозгласив себя царём, решил вторгнуться в Сирию. Однако из-за возмущений армии, которая была верна Антиоху, ему пришлось возвратиться обратно в Лидию.
Весной 219 до н. э., готовясь к войне с Египтом за Келесирию, Антиох стянул войска в Апамею-на-Оронте. Сперва он решил обезопасить Антиохию, отвоевав Селевкию-на-Оронте, захваченную египтянами в 246 до н. э. Предварительно отправив к Селевкии флот, Антиох выступил из Апамеи. Также часть войска он отрядил для захвата проходов в Келесирию. Заняв с ходу предместья Селевкии, армия Антиоха подступила к самым стенам города, который после этого сдался, не дожидаясь штурма. После этого царь немедленно выступил против Келесирии, где без боя взял Тир и Птолемаиду. Однако остальные города оказали сопротивление, в результате чего продвижение Антиоха было остановлено. В конце года Антиох и Птолемей IV Филопатор заключили перемирие, давшее Египту время для подготовки к войне.
Весной 218 до н. э. Антиох возобновил военные действия. Продвигаясь в Келесирию, он разгромил силы египтян в битве при Берите. Не решившись штурмовать Сидон, он обошёл его стороной, перевалил через горный хребет и с ходу взял Атабирий. После непродолжительной осады сдались Гадара и Раббатамана.
Весной 217 до н. э. война продолжилась. Оба царя стянули свои войска к Рафии, городу в Келесирии недалеко от Газы, где 22 июня 217 до н. э. произошло одно из величайших сражений эллинского периода — битва при Рафии. Антиох потерпел поражение и был вынужден заключить мир с Птолемеем. По условиям мира Келесирия осталась под властью Птолемея.
С наступлением лета 216 до н. э. Антиох перешёл через Таврские горы и, заключив союз с пергамским царём Атталом I, начал войну против Ахея. Прибыв в Лидию, Антиох осадил резиденцию Ахея — город Сарды. По окончании осады, длившейся два года, город был взят, а Ахей — схвачен и казнён.

## Восточный поход 212—205 до н. э.
Подчинив западные сатрапии, Антиох устремился на восток. Он начал свой знаменитый восточный поход в 212 до н. э. с осады столицы Софены Аршамашаты. Однако софенский царь Ксеркс не только сумел добиться мира (ценой уплаты части задержанной дани), но и получил в жёны сестру Антиоха Антиохиду.
В 209 до н. э. выступившие из Мидии войска Антиоха, пройдя безводную пустыню, вступили в Парфию, где правил Аршак II. Заняв столицу Парфии Гекатомпил, Антиох двинулся в Гирканию, где после упорной осады взял крепость Сиринк. Далее он двинулся в Бактрию. Разбив войска царя Евтидема I на Арие, Антиох осадил столицу Греко-бактрийского царства Зариаспу. Отсюда Евтидем завязал переговоры с Антиохом, завершившиеся подписанием мира. Из Бактрии Антиох переправился в Индию и возобновил дружественный союз с царём Софагасеном. В 205 до н. э. он вернулся обратно в Сирию.
Эти семь лет похода были временем наивысшего расцвета Государства Селевкидов. Скорее всего, титул «Великий» Антиох получил именно в этот период.
В 205—204 до н. э. Антиох совершил экспедицию в Аравию, в ходе которой подчинил приморский город Герру и побывал на острове Тил в Персидском заливе.

## Вторая война Антиоха с Египтом
Воспользовавшись тем, что после смерти Птолемея IV в 204 до н. э. в Египте начался кровавый конфликт за право быть регентом при малолетнем Птолемее V, Антиох заключил с македонским царём Филиппом V союз для завоевания египетских владений. Пока Филипп захватывал Киклады и принадлежавшие Птолемеям города во Фракии, Антиох в 202 до н. э. вторгся в Келесирию, таким образом, начав Пятую Сирийскую войну. В течение 202—201 до н. э. вся Келесирия и большая часть Иудеи были захвачены. В 200 до н. э. египетский полководец Скопас, набрав в Этолии шесть с половиной тысяч воинов, отвоевал Иудею, однако в 198 до н. э. его армия была окончательно разгромлена Антиохом в битве при Панионе. После этого Антиох повторно занял города Иудеи, в том числе и Иерусалим, который окончательно перешёл под власть Государства Селевкидов. В конце года Антиох ушёл зимовать в Антиохию.
В 197 до н. э. Антиох организовал поход в Малую Азию. С началом весны он отправил своих сыновей Ардия и Митридата с сухопутными войсками в Сарды, а сам двинулся во главе флота из 300 кораблей для захвата прибрежных городов Киликии, Ликии и Карии. В короткое время Антиох завладел всем киликийским побережьем и остановился зимовать в Эфесе. В 196 до н. э. Антиох отправил войска для осады Смирны и Лампсака, а сам переправился на европейский берег Геллеспонта у херсонесского города Мадит. Заняв Мадит и Сест, жители которых сдались без боя, Антиох направился к обезлюдевшей и лежащей в руинах Лисимахии. В 197 до н. э. во время Второй Македонской войны её разрушили фракийцы. Ввиду удачного расположения города, царь решил его возродить, для чего половину войска оставил для восстановления, а с другой выступил для опустошения ближайших областей Фракии.
Когда Антиох находился во Фракии, в Селимбрию прибыл римский посол Луций Корнелий, через некоторое время отправившийся в Лисимахию. В то же время в Лисимахии остановились легаты Публий Корнелий Лентул Кавдин, Публий Виллий Таппул и Луций Теренций. Через несколько дней к ним присоединился Антиох. В ходе переговоров римляне требовали очистить Фракию и вернуть Птолемею отнятые у него города, на что Антиох ответил отказом. После этого Антиох с флотом отплыл в Эфес, откуда направился к Кипру, однако из-за бури он лишился части кораблей. Вследствие этого ему пришлось отказаться от похода на Кипр и вернуться в Сирию.
В 195 до н. э. внутренние проблемы Египта вынудили Птолемея V подписать мирный договор. Птолемей признал захват Келесирии Селевкидами и согласился на свадьбу с Клеопатрой I, дочерью Антиоха.

## Война с Римом
Весной 195 до н. э. Антиох отправился в Малую Азию. В Эфесе его нагнал бежавший из Карфагена Ганнибал. Его прибытие сыграло немалую роль в принятии Антиохом решения о войне с Римом. Ганнибал предлагал незамедлительное вторжение в Италию, однако Антиох не спешил начинать войну, решив дождаться итога переговоров с Римом.
В 193 до н. э. послы Антиоха (и в их числе — полководец Зевксис) побывали в Риме. В ходе переговоров римляне пригрозили в случае, если Антиох продолжит продвижение в Европе, начать войну под предлогом защиты греческих городов. Тем не менее, послы добились того, что сенат отложил принятие окончательного решения о войне и отправил Публия Сульпиция Гальбу, Публия Виллия Таппула и Публия Элия для переговоров к Антиоху. Римские послы прибыли в Эфес, однако Антиох с весны воевал в Писидии, поэтому переговоры прошли в Апамее. Тем не менее, никаких результатов они не принесли.
Осенью 192 до н. э. Антиох пересёк Эгейское море и высадился в Фессалии. Заручившись поддержкой этолийцев и беотийцев, царь выступил к Халкиде. Разбив небольшие отряды римлян и их союзников ахейцев, Антиох взял город без боя. После этого остальные города Эвбеи не решились выступить против селевкидской армии, и ещё до начала зимы Антиох занял весь остров.
В 191 до н. э. римляне под командованием Мания Ацилия Глабриона разбили войска Антиоха в битве при Фермопилах, после чего царь был вынужден отступить в Азию. К весне 190 до н. э. Антиох вновь собрал большую армию и выступил по направлению к Пергаму — столице Пергамского царства, царь которого Евмен II был союзником Рима. Опустошив окрестности Пергама, Антиох захватил большую добычу. Тем временем римляне одержали победу в двух крупных морских сражениях и начали переправу в Малую Азию. Напуганный Антиох предложил мир на умеренных условиях, однако римляне его отвергли.
Осенью 190 до н. э. состоялось решающее сражение Сирийской войны — битва при Магнесии. В упорной битве войска Антиоха были полностью разгромлены. В 188 до н. э. был подписан Апамейский договор, по которому Антиох должен был оставить все земли к западу от Таврских гор, а также выплатить контрибуцию в размере 15 000 талантов.

## Смерть
В 187 до н. э. Антиох, пытаясь найти средства на выплату тяжёлой контрибуции Риму, взяв с собой вооружённый отряд, ночью напал на храм Бэла в Элимаиде с целью разграбить его сокровища. Когда о грабеже почитаемого храма стало известно окружающему населению, сбежавшиеся жители, которые были отличными стрелками из лука (Liv. 37, 40; Strab. 16, 744 сл.), перебили весь отряд Антиоха вместе с ним самим.